# Imperium Galactum
Ne doit pas être confondu avec Imperium Galactica.
Imperium Galactum est un jeu vidéo de stratégie créé par Paul Murray et publié par Strategic Simulations en 1984 sur Apple II et Atari 8-bit, puis porté en 1985 sur Commodore 64. Le jeu se déroule dans un univers de science-fiction et simule la conquête d'une galaxie. Les joueurs y ont pour objectif de développer leur population et doivent pour cela exploiter les ressources de planètes, gérer leur économie, faire du commerce, coloniser de nouvelles planètes et, le cas échéant, affronter leurs concurrents dans des combats spatiaux. À sa sortie, il est plutôt bien accueilli par la presse spécialisée. Ainsi, si le magazine Computer Gaming World note qu'il continent plusieurs bugs et qu'il est difficile à prendre en main, il estime que ses nombreuses fonctionnalités, sa difficulté et son mode multijoueur en font un jeu pouvant être apprécié à long terme. De son côté, le magazine MicroTimes le désigne comme un jeu « unique à bien des égards » grâce à ses fonctionnalités inédites. Il salue également ses graphismes et sa combinaison de stratégie et d'action et conclut qu'il comblera les joueurs qui apprécient les jeux difficiles et proposant de nombreuses interactions.

## Système de jeu
Imperium Galactum est un jeu vidéo de stratégie qui simule la conquête de la galaxie à l’échelle stratégique,. Les joueurs y ont pour objectif de développer leur population et doivent pour cela exploiter les ressources de leurs planètes, gérer leur économie, faire du commerce, coloniser de nouvelles planètes et, le cas échéant, affronter leurs concurrents dans des combats spatiaux. Le jeu se déroule au tour par tour. Chaque tour de jeu représente une durée de cinq ans et est divisé en quatre phases. La première permet au joueur de faire du commerce, notamment pour approvisionner ses troupes en vivres. Ces vivres sont produits par des planètes colonisées ou indépendante qui gardent néanmoins une partie le leur récolte pour nourrir la population locale. La deuxième phase est consacrée à la production. Les joueurs récupèrent d’abord le produit de leurs mines puis, en fonction de leur production, peuvent décider de lancer la construction de vaisseaux spatiaux ou de bases galactiques, de développer des planètes ou de lancer des recherches technologiques. La troisième phase est consacrée à la négociation et à la diplomatie avec les autres races, humaines ou extraterrestres, de la galaxie. Les joueurs peuvent ainsi négocier des accords avec d’autres joueurs ou avec des planètes indépendantes. La dernière phase est consacrée aux opérations militaires et permet aux joueurs de déplacer leurs vaisseaux, de prendre position sur une planète pour la coloniser ou de déclencher les hostilités contre un autre joueur.

## Publication
Imperium Galactum est publié par Strategic Simulations  en 1984 sur Apple II et Atari 8-bit. Il est ensuite porté sur Commodore 64 en mars 1985.

## Accueil
À sa sortie, Imperium Galactum est plutôt bien accueilli par la presse spécialisée. Le journaliste Stewart MacKames, du magazine Computer Gaming World, met ainsi en avant certaines de ses fonctionnalités, qu’il juge « très intéressantes ». Il cite notamment son système de diplomatie, sa large sélection de vaisseaux prédéfinis, la possibilité d’en créer de nouveaux et son « impressionnant » système de suivi statistique qui garde en mémoire les dégâts et l’efficacité de chaque vaisseau. Il note cependant la présence de quelques bugs, dont certains posent d’importants problèmes, mais ajoute que ces derniers ont été corrigés par Strategic Simulations et qu’il suffit d’envoyer la disquette du jeu à l’éditeur pour en obtenir une version corrigée. Il estime également que le jeu peut être difficile à prendre en main mais conclut que ses nombreuses fonctionnalités, ses facteurs aléatoires, sa difficulté et son mode multijoueur en font un jeu pouvant être apprécié à long terme. Pour le journaliste Eric Johnston, du magazine MicroTimes, Imperium Galactum est un jeu « unique à bien des égards ». Il explique en effet que si le jeu partage des similitudes avec  M.U.L.E. et Carrier Force, il s’en distingue grâce à quelques idées inédites, comme la possibilité de négocier ou de faire des affaires avec les joueurs contrôlé par l’ordinateur. Il salue également l’option multijoueur du jeu qui ouvre selon lui des possibilités « amusante », la négociation étant l’un des aspects les plus plaisants du jeu. Plus globalement, il salue sa combinaison entre de « bons graphismes », de la stratégie et de l’action et estime qu’il comblera les joueurs qui apprécient les jeux difficiles et proposant de nombreuses interactions. 
Dans un dossier consacré aux wargame publié en 1986, le magazine Tilt estime que Imperium Galactum est un jeu « prenant » pour les joueurs qui ne se soucient pas de la réalité historique et qui ne sont pas hermétique à la science-fiction. Dans un autre dossier, consacré aux jeux de commerce spatial et publié en 1987, le même magazine salue sa combinaison entre développement économique, diplomatie et conquête en expliquant que celle-ci entre le joueur dans « la spirale infernale et grisante du pouvoir ». Il critique en revanche la pauvreté de ses graphismes et explique que les joueurs doivent recourir à leur imagination pour combler ce défaut.